# Salomon Reich
Salomon Reich (1. ledna 1817 Staré Hutě – 1. dubna 1900 Vídeň) byl židovský podnikatel ve sklářství, zakladatel bývalé Karolíniny Huti v dnešní Karolince. Reich byl také zvolen starostou Velkých Karlovic.

## Životopis
Reich se narodil jako jeden z deseti sourozenců do silně věřící rodiny skláře a obchodníka Izáka Reicha, která pocházela z Buchlovic na Uherskohradišťsku. Sklárnu jeho otec provozoval od roku 1814 ve Starých Hutích.
Salomon a jeho starší bratr Samuel se tak od dětství učili „nejen otcovu řemeslu sklářskému a obchodnickému, ale i jeho dobrotivé povaze, když rozdával chudým ze svého hospodářství a podle židovských zásad víry je i hostil u sebe doma".
Salomonovi po čase zemřela matka. Jeho otec se pak ještě dvakrát oženil. Když onemocněl, řídil již sklárnu Salomon, Samuel a jejich nevlastní matka Charlotta. Společně roku 1838 založili firmu Samuel Reich a spol. Firmu pak k rozšíření sklářské výroby vyzvalo rožnovské panství, které jí také mj. slíbilo zavedenou sklárnu ve Velkých Karlovicích. Dne 1. března 1842 tam firma spustila hned 3 sklárny pod svým jménem, jejich vedení převzal právě Salomon. Téhož roku si nechal v Karlovicích postavit Panský dům, ve kterém zřídil také synagogu.
V podnikání se mu velmi dařilo, Reichové rovněž provozovali sklárny ve Valašském Meziříčí a ve Vsetíně. V roce 1861 Salomon zahájil stavbu další sklárny u Nového Hrozenkova; kromě ní nechal vystavět také domky pro zaměstnance. Sklárna, která dostala jméno Karolinina Huť po Salomonově nevlastní matce Charlottě, zahájila výrobu 11. září 1862.
Reich se během následujících let, kdy byl sklářský průmysl na vrcholu, stal významným obchodníkem. Byl zvolen také starostou Velkých Karlovic. V karlovském katolickém kostele Panny Marie Sněžné dodnes visí zdobený skleněný lustr, který mu tento židovský podnikatel věnoval.
Dle matričního záznamu Reich zemřel ve Vídni ve věku 83 let a byl pochován v židovském oddělení Ústředního hřbitova Jeho syn Julius pokračoval ve vedení skláren dalších 34 let, odvětví ale již čekal úpadek. Řada členů Reichovy rodiny za druhé světové války zahynula v koncentračních táborech.
Sklárna Karolinka již není v provozu, vlastnila ji společnost Crystalex.